# Bentley R Type
Bentley R Type – luksusowy samochód osobowy produkowany przez brytyjską firmę Bentley w latach 1952-1955. Dostępny jako 4-drzwiowy saloon. Następca modelu Mark VI. Do napędu samochodu użyto sześciocylindrowego silnika rzędowego o pojemności 4,6 litra.  Moc przenoszona była na koła tylne. Został zastąpiony przez Bentleya S1.

## Dane techniczne

### Silnik
- R6 4,6 l (4566 cm³), 2 zawory na cylinder
- Układ zasilania: dwa gaźniki
- Średnica × skok tłoka: 92,00 mm × 114,30 mm
- Stopień sprężania: 6,75:1

### Osiągi
- Przyspieszenie 0-80 km/h: 10,0 s
- Przyspieszenie 0-100 km/h: 13,8 s
- Prędkość maksymalna: 164 km/h